# Fyre音乐节
Fyre音乐节（Fyre Festival）是由Fyre媒体公司首席执行官比利·麥法蘭德（Billy McFarland）与说唱歌手杰·鲁共同创办的一场以失败告终、因虚假宣传闻名的音乐节。两人创立音乐节的初衷是为了推广公司旗下的用来预约音乐家表演的Fyre手机 app。音乐节原定于2017年4月28-30日和5月5日-7日在巴哈马的大埃克苏马岛举行。
音乐节依托Instagram上的社交媒体网红进行宣传，其中包括肯德尔·詹纳、贝拉·哈迪德、海莉·鲍德温和艾蜜莉·瑞特考斯基，她们大多没有透露自己是在做付费推广。在Fyre音乐节的首个周末期间，主办单位面临涉及安全、食物、住宿、医疗服务及艺人关系等诸多方面的问题导致音乐节无限期推迟，并最终取消。音乐节参与者支付了数百美元，预期获得宣传中所说的奢华别墅和美味餐食，但他们最后拿到手的却是聯邦緊急事務管理署的帐篷和提前包装好的三明治。
2018年3月，麦克法兰针对一项欺诈投资人和门票购买者的电汇欺诈和两项在保释期间欺诈门票供应商的指控认罪。2018年10月，麦克法兰被判处六年监禁并被没收财产2600万美元。门票购买者针对音乐会举办者已发起至少8起诉讼，其中多起在寻求成为集体诉讼，其中一起案件索要的赔偿款超过1亿美元。
2019年，针对此次音乐节相关事件的两部纪录片问世：由Hulu出品的《Fyre欺诈案》（Fyre Fraud）和Netflix出品的《国王豪华音乐节》。该音乐节也在2019年成为了消费者新闻与商业频道（CNBC）的系列节目《美国式贪婪》（American Greed）其中一集的主题。